# Christian Saba
Christian Saba (Acra, 29 de diciembre de 1978) es un futbolista ghanés. Juega de defensa y su primer equipo fue Bayern Múnich.

## Selección nacional
Ha sido internacional con la Selección nacional de fútbol de Ghana, ha jugado 5 partidos internacionales y ha anotado 1 gol.

## Clubes
| Club                | País     | Año           |
| ------------------- | -------- | ------------- |
| FC Bayern de Múnich | Alemania | 1996 - 1998   |
| Hertha BSC          | Alemania | 1999          |
| Arminia Bielefeld   | Alemania | 1999 - 2000   |
| FC Bayern de Múnich | Alemania | 2001-presente |

- Datos: Q1081669